# Gaußsche Optik
Mit gaußscher Optik kann gemeint sein:
- Optik mittels Gauß-Strahlen. Dies ist ein physikalisches Prinzip, das die Ausbreitung elektromagnetischer Wellen, zum Beispiel von Licht, beschreibt. Es ist allgemeingültiger als die geometrische Optik, da auch Beugung und Interferenz berücksichtigt werden. Insbesondere wenn die Ausbreitung von Laserlicht beschrieben wird, reicht die geometrische Optik nicht aus und man greift auf die Gesetze der Gaußschen Optik zurück. Siehe auch Strahlparameterprodukt

- Eine Interpretation der paraxialen Optik. Diese ist eine Näherung für achsnahe Strahlen in der geometrischen Optik.